# Френкі Шоу
Рейчел Френсіс Шоу (11 листопада 1986 , Бостон ) — американська актриса та режисерка. Найбільш відома тим, що зіграла Бріджит Бірд у серіалі Showtime SMILF , заснованому на однойменному короткометражному фільмі 2015 року, який вона написала, була режисером і грала головну роль . Шоу також відома завдяки ролі Мері Джо Каччіаторе в телесеріалі Спайка 2010—2011 років у серіалі Штат Блакитна Гора, а також її повторюваній ролі Шейли Ніко в першому сезоні телесеріалу USA Network Пан Робот .

## Раннє життя та освіта
Шоу народилася 1981 року в Південному Бостоні, а також виросла у Бруклайні, штат Массачусетс. Її мати, ірландська католичка  з Південного Бостона, виховувала її в єврейських традиціях. Батьки Шоу розлучилися, коли їй було чотири роки. Дівчина виросла в будинку матері-одиначки зі старшим зведеним братом, який володіє баром у Бостоні. 
Френкі Шоу навчалася у школах Майкла Дрісколла та у Бруклайнській середній школі. У Michael Driscoll Шоу грала у стрітбол на майданчику в сусідньому парку. Шоу сказала, що баскетбол був константою її дитинства, і вона включила його в пілотний і третій епізод SMILF. Після отримання стипендії на молодшому курсі  Шоу перейшла до приватної школи Milton Academy в Мілтоні, штат Массачусетс, яку закінчила у 2000 році . У 2007 році Шоу закінчила Barnard College за спеціальністю «література».

## Кар'єра
Після коледжу Шоу вирішила переїхати до Лос-Анджелеса, але виявила, що вагітна. Більшість із її труднощів працювати актором, будучи матір'ю-одиначкою, є джерелом натхнення для SMILF. Роль в ансамблевому серіалі ABC «Міксологія» 2014 року стала проривною роллю, забезпечивши Шоу першим відчуттям фінансової стабільності після народження сина. 
У 2009 році Шоу вперше отримала визнання в повністю імпровізованому фільмі Кеті Аселтон «Халява», а потім у ролі дивної п'яної черлідерши Мері Джо Каччіаторе в ситкомі 2010 року «Штат Блакитна гора».
У 2013 році Шоу з'явилася в телесеріалі HBO зі Стівеном Мерчантом у головній ролі під назвою Hello Ladies . Вона зіграла ролі в незалежному фільмі 2013 року "Красуня "і з Зої Казан та Джейком Джонсоном у головних ролях, а також у романтичній комедії 2014 року «Одружити Беррі». Також у 2014 році Шоу з'явилася в іншому незалежному повнометражному фільмі — драмі «Колискова», в якій зіграли Гаррет Гедлунд та Емі Адамс .
У 2015 році Шоу мала повторювану роль у першому сезоні телевізійного серіалу «Пан Робот» у ролі Шейли Ніко, коханої Елліота Олдерсона, яка торгувала наркотиками, у семи епізодах. 
У 2015 році вона з'явилася в пілотній програмі ABC Family Tough Cookie, а також у телесеріалі Fox 2015 Mulaney . У 2016 році Шоу повторила роль Мері Джо Каччіаторе з серіалу 2010 року у фільмі «Штат Блакитна гора: Піднесення Тадленду» . Також у 2016 році Шоу з'явилася в серіалі Netflix Flaked . Вона брала участь у серіалі 2016 року «Повстання хороших дівчат».
Короткометражний фільм Шоу 2014 року SMILF, який вона написала, зняла та зіграла головну роль разом із Томасом Міддлдітчем, отримав нагороду журі короткометражного фільму 2015 року за американську художню літературу на Sundance. У 2015 році SMILF було підібрано Showtime як півгодинне комедійне телевізійне шоу з Шоу в ролі шоураннера, сценариста, режисури, головної ролі та продюсера серіалу. Перший сезон, зйомки якого проходили в Південному Бостоні та Лос-Анджелесі, отримав загалом позитивні відгуки з її зображенням матері-одиначки Бріджит Бірд, що відзначається своїм реалістичністю, проникливістю та різким гумором. «Френкі Шоу, це [SMILF] знаменує прихід важливого й оригінального голосу». SMILF зіграє Конні Бріттон та Розі О'Доннелл  і розглядає такі теми, як харчові розлади та сексуальне насильство. Шоу зазначила, що шоу було способом обговорити та зобразити роль жінок на екрані. У листопаді 2017 року Showtime продовжив SMILF на другий сезон. У грудні 2018 року повідомлялося, що Шоу і серіал звинуватили в пропаганді неналежної поведінки на робочому місці. У березні 2019 року серіал був скасований після двох сезонів.
У 2016 році Шоу повернулася на кінофестиваль в Санденсі з іншим короткометражним фільмом, який вона написала та зняла, комедією під назвою «Занадто законно», в якій зіграли Зої Кравітц, Тереза Палмер, Нейт Корддрі та Кларк Грегг. Too Legit натхненний сатирою на суперечливі зауваження конгресмена Тодда Акіна про зґвалтування та вагітність у 2012 році: «Здається, по-перше, з того, що я розумію від лікарів, [згвалтування, що призводить до вагітності, буває] справді рідко. Якщо це законне зґвалтування, жіноче тіло має способи спробувати недопустити цього».
У 2017 році Шоу зіграла роль другого плану в ролі Гейл Герлі у повнометражному фільмі «Сильніше», який зняв Девід Гордон Грін та Джейк Джилленгол зіграв Джеффа Баумана, який пережив вибух на Бостонському марафоні.
У 2019 році повідомлялося, що Шоу приєдналася до режисера адаптації роману Кетрін Фо Морріс «Ультрасвітній», продюсера Стівена Содерберга. У 2020 році було зроблено численні оголошення щодо проєктів, до яких приєдналася Шоу: повідомляється, що вона є сценаристом і виконавчим продюсером серіалу HBO, що адаптує роман Джуді Блум 1978 року «Дружина», і буде режисером першого епізоду;, як повідомляється, вона зіграє у фільмі Kill Switch, режисера якого буде Содерберг; і вона приєдналася до режисера адаптації роману Т. Кіри Медден «Хай живе плем'я безбатьків».

## Особисте життя
У серпні 2016 року Шоу вийшла заміж за письменника і продюсера Зака Штрауса.
У Шоу є син Ісак Лав від попередніх стосунків з режисером та актором Марком Веббером. Шоу і Веббер спільно опікуються Ісаком.

## Фільмографія

### Фільми
| Рік      | Назва                                   | Роль                | Примітки                                     |
| -------- | --------------------------------------- | ------------------- | -------------------------------------------- |
| 2005 рік | Нічні купання                           | Янтарний            |                                              |
| 2006 рік | Так само, як Син                        | Бренда              |                                              |
| 2007 рік | Одна ніч                                | Клариса             |                                              |
| 2008 рік | Явні хвороби                            | Мішель              |                                              |
| 2008 рік | Альтамонт зараз                         | Карен Кеннеді       |                                              |
| 2009 рік | Північне королівство                    | Шона                |                                              |
| 2009 рік | Падіння                                 | Гретхен             |                                              |
| 2009 рік | Червоний Гук                            | Діна                |                                              |
| 2009 рік | Халява                                  | Кавова дівчина      |                                              |
| 2011 рік | Кавові сноби                            | Замовник            | короткометражний                             |
| 2011 рік | Кінець кохання                          | Евелін              |                                              |
| 2012 рік | Ложка                                   | Мак                 | короткометражний                             |
| 2012 рік | Ножовий бій                             | Саманта             |                                              |
| 2013 рік | Прекрасна                               | Клавдія             |                                              |
| 2013 рік | Це місце, де ми живемо                  | Лейні               |                                              |
| 2014 рік | Колискова пісня                         | Дженіс              |                                              |
| 2014 рік | Одружити Беррі                          | Камілла             |                                              |
| 2014 рік | SMILF                                   | Бріджит Берд        | короткометражний фільм; письменник і режисер |
| 2016 рік | Занадто законний                        | Джесс               | короткометражний фільм; письменник і режисер |
| 2016 рік | Джоші                                   | Кристал             |                                              |
| 2016 рік | Штат Блу-Маунтін: Піднесення Тадленду   | Мері Джо Каччіаторе |                                              |
| 2016 рік | Країна мрій                             | Ліззі               |                                              |
| 2016 рік | Жорстке печиво                          | Хайді               | короткометражний фільм                       |
| 2017 рік | Сильніший                               | Гейл Херлі          |                                              |
| 2017 рік | Поганий Пітер                           | Рейчел              | короткометражний фільм                       |
| 2018 рік | Рідкий                                  | Емлін               | Пост-продакшн                                |
| 2019 рік | Джей та Мовчазний Боб: Перезавантаження | прокурор            |                                              |
| 2021 рік | Без різких рухів                        | Пола Коул           |                                              |

### Телесеріали
| Рік            | Назва                            | Роль                         | Примітки                                                    |
| -------------- | -------------------------------- | ---------------------------- | ----------------------------------------------------------- |
| 2005 рік       | Закон і порядок: Злочинні наміри | Марісса                      | «Звільнений» (5 сезон, 4 серія)                             |
| 2006 рік       | Щоденники Бедфорда               | Сімона                       | «Я буду любити коледж» (1 сезон, 1 серія)                   |
| 2011 рік       | Glory Daze                       | Джина                        | «Вдари мене своїм тестовим пострілом» (1 сезон, 9 серія)    |
| 2010–2011 рр   | Штат Блакитна Гора               | Мері Джо Каччіаторе          | Головна роль (2–3 сезони), 15 серій                         |
| 2011 рік       | Місце злочину: Нью-Йорк          | Келлі Роуз                   | «Бруклін, поки я не помру» (8 сезон, 12 серія)              |
| 2011 рік       | Дві дівчини без копійчини        | Кіфер                        | «І великі свята» (2 сезон, 12 серія)                        |
| 2013 рік       | Привіт дами                      | Ніккі                        | «Лімузин» (1 сезон, 2 серія)                                |
| 2014 рік       | Міксологія                       | Фаб'єн                       | Головна роль                                                |
| 2015 рік       | Mulaney                          | Юлія                         | «Рубін» (1 сезон, 12 серія)                                 |
| 2015 рік       | Жорстке печиво                   | Хайді                        | «Пілот» (1 сезон, 1 серія)                                  |
| 2015 рік       | Пан Робот                        | Шейла Ніко                   | Повторювана роль (1 сезон), 7 епізодів                      |
| 2016 рік       | Лущений                          | Наташа                       | 2 епізоди                                                   |
| 2016 рік       | Повстання хороших дівчат         | Наомі                        | 8 епізодів                                                  |
| 2017–2019 роки | SMILF                            | Бріджит Берд                 | Головна роль; також творець, режисер, продюсер і сценарист  |
| 2018 рік       | Повернення додому                | Дара                         | 4 епізоди                                                   |
| 2018 рік       | Олівець                          | Brookline Mass / Джанет      | Онлайн пілот                                                |
| 2019 рік       | П'яна історія                    | Геді Ламар                   | «Слава» (сезон 6, епізод 11)                                |
| 2019 рік       | Робоцип                          | Дороті Гейл / Оупсі Старлайт | Голосова роль; епізод: «Моллі Лусеро в: Сиська твого друга» |

## Нагороди та номінації
| Рік      | Асоціація                        | Категорія                                                                                 | Номінована робота                         | Результат |
| -------- | -------------------------------- | ----------------------------------------------------------------------------------------- | ----------------------------------------- | --------- |
| 2015 рік | Кінофестиваль Санденс            | Головний приз журі короткометражного фільму                                               | SMILF (короткометражний фільм)            | Номінація |
| 2015 рік | Кінофестиваль Санденс            | Приз журі короткометражного фільму за художню літературу США                              | SMILF (короткометражний фільм)            | Перемога  |
| 2016 рік | Кінофестиваль Санденс            | Головний приз журі короткометражного фільму                                               | Занадто законний (короткометражний фільм) | Номінація |
| 2016 рік | Кінофестиваль South by Southwest | Нагорода Великого журі SXSW за короткометражний сюжет                                     | Занадто законний (короткометражний фільм) | —         |
| 2016 рік | Американський інститут кіно      | Режисерська майстерня консерваторії для жінок                                             | —                                         | —         |
| 2017 рік | Гільдія письменників Америки     | Програма підготовки шоураннерів                                                           | —                                         | —         |
| 2017 рік | Золотий глобус                   | Премія «Золотий глобус» за найкращу жіночу роль — телевізійний серіал, мюзикл або комедія | SMILF                                     | Номінація |